# 양구향교
양구향교(楊口鄕校)는 대한민국 강원특별자치도 양구군에 있는 향교다.

## 개요
양구향교는 조선 태종 5년(1405)에 창건되어 옛 성현을 모시고 인재를 육성하는 곳이며 비봉산 영봉의 바로 아래에 자리잡고 있다. 향교는 현 비봉 초등학교 자리에 위치해 있었으나, 1945년 광복과 함께 국토가 양단되어 유교사상은 침체되기 시작하였고 향교 유지가 곤란하였을 뿐 아니라 6.25 동란으로 소장된 문서와 문헌들이 불타 버렸다. 1955년 수복 후 뜻있는 유림들이 귀향하여, 초석과 깨진 그릇 등이 강변 또는 빈터에 널려 있어 애통히 여긴 나머지, 1963년 전 전교인 조순재가 유림들과 협의한 후, 향교 토지를 매각하여 현재의 자리에 대성전, 명륜당을 건립함으로써, 양구향교의 석존을 배향케 된 것이다. 향교에서는 지역 학생들에게 생활 예절, 한자 등을 교육함으로써 사회교육에도 이바지하고 있다.